# Gettin’ It (Album Number Ten)
Gettin’ It (Album Number Ten) – dziesiąty album amerykańskiego rapera Too Shorta. Trafił do sprzedaży w 18 czerwca 1996 roku.

## Lista utworów
1. „Gettin' It”  (gościnnie Parliament)
2. „Survivin' The Game”
3. „That's Why”
4. „Bad Ways”  (gościnnie Stud, Murda One i Joe Riz)
5. „Fuck My Car”  (gościnnie MC Breed)
6. „Take My Bitch”
7. „Buy You Some”  (gościnnie Erick Sermon, MC Breed, i Kool-Ace)
8. „Pimp Me”  (gościnnie Goldie, Kool-Ace, Sir Captain, sir Charles i Reel Tight)
9. „Baby D”
10. „Nasty Rhymes”
11. „Never Talk Down”  (gościnnie Rappin' 4-Tay i MC Breed)
12. „I Must Confess”  (gościnnie Reel Tight)
13. „So Watcha Sayin'”
14. „I've Been Watching You (Move Your Sexy Body)”  (gościnnie Parliament)